# Марен, Жан-Ив
Жан-Ив Маре́н (фр. Jean-Yves Marin; род. 1955, Кан (Нормандия)) — французский историк и археолог.

## Биография
Ж.-И. Марен окончил Университет Нижней Нормандии в Кане со специализацией по средневековой городской истории и археологии. Затем работал в археологическом департаменте муниципалитета Кана; сотрудником, а затем и директором Музея Нормандии (до 2009). В настоящее время занимает пост директора Музея истории и искусств Женевы. В 1996 году становится профессором истории франкофонного Университета Сенгора в Александрии, преподавал в ряде университетов Европы. В 1992—1996 годах был исполнительным директором французского комитета «Международного конгресса музеев», в 1998—2004 — президент Международного комитета археологических и исторических музеев.
Под руководством Ж.-И. Марена были организованы ряд научных экспозиций международного ранга, в том числе:
- Варвары и море. Миграции народов северо-запада Европы в V—X столетиях н. э. (Les barbares et la mer. Les migrations des peuples du nord-ouest de l’Europe du Ve au Xe siècle (Кан, 1992)
- Норманны в Европе. 1030—1200 (I Normanni popolo d’Europa. 1030—1200 (Рим — Венеция, 1993)
- Крылья Бога (Les Ailes de Dieu (Бари — Кан, 2000)
- Норманны на Сицилии. XI—XXI столетия. История и легенды (Les Normands en Sicile. XIe-XXIe siècles. Histoire et légendes (Кан, 2006)
- Собрание произведений готического искусства в Нормандии. Скульптура и ювелирные изделия XIII—XV веков (Chefs-d’œuvre du gothique en Normandie. Sculpture et orfèvrerie du XIIIe au XVe siècle (Кан — Тулуза, 2008).

В 2009 году Ж.-И. Марен был награждён орденом Почётного легиона. В 1997 году ему была присуждена «Специальная премия в области истории и искусств» региональным правительством Сицилии.

## Сочинения
Ж.-И. Марен является автором ряда научных статей по истории и археологии, вышедших в таких изданиях, как Annales de Normandie, Gallia, Archéologie Médiévale, а также каталогов к организованным им выставкам. Пишет также статьи по указанной тематике для таких газет, как Le Monde, La Croix и Le Figaro.
Следует назвать также следующие его работы, в том числе и по музееведению:
- La représentation de l’Europe dans les expositions в Museum International n°211, 2001.
- What is history museum in Europe today ? в The issues and challenges ou urban history museums, Séoul, 2003.
- Le statut des restes humains, les revendications internationales в Le patrimoine culturel religieux, L’Harmattan, Paris, 2008.
- Rendre le patrimoine colonial в Musées et collections publiques de France n° 254, 2008.